# Château de Tournon
Pour le château homonyme en Savoie, voir Château de Tournon (Savoie).
Le château de Tournon ou château-musée est un ancien château fort restauré et remanié qui date pour l'essentiel des XVe et XVIe siècles, et se dresse sur la commune française de Tournon-sur-Rhône dans le département de l'Ardèche en région Auvergne-Rhône-Alpes. Il fut habité par les seigneurs de Tournon jusqu'au XVIIe siècle et occupé par des prisons jusqu'en 1926 et abrite actuellement un musée qui présente des collections variées.
Le château, l'un des mieux conservés de l'Ardèche, est classé au titre des monuments historiques depuis les 12 juillet 1927, 28 mars 1938 et 1er mars 1960.
Il abrite depuis 1928 les collections du musée du Rhône.

## Localisation
Le château est édifié sur un pic rocheux sur les bords du Rhône sur la commune de Tournon-sur-Rhône dans le département français de l'Ardèche.

## Historique

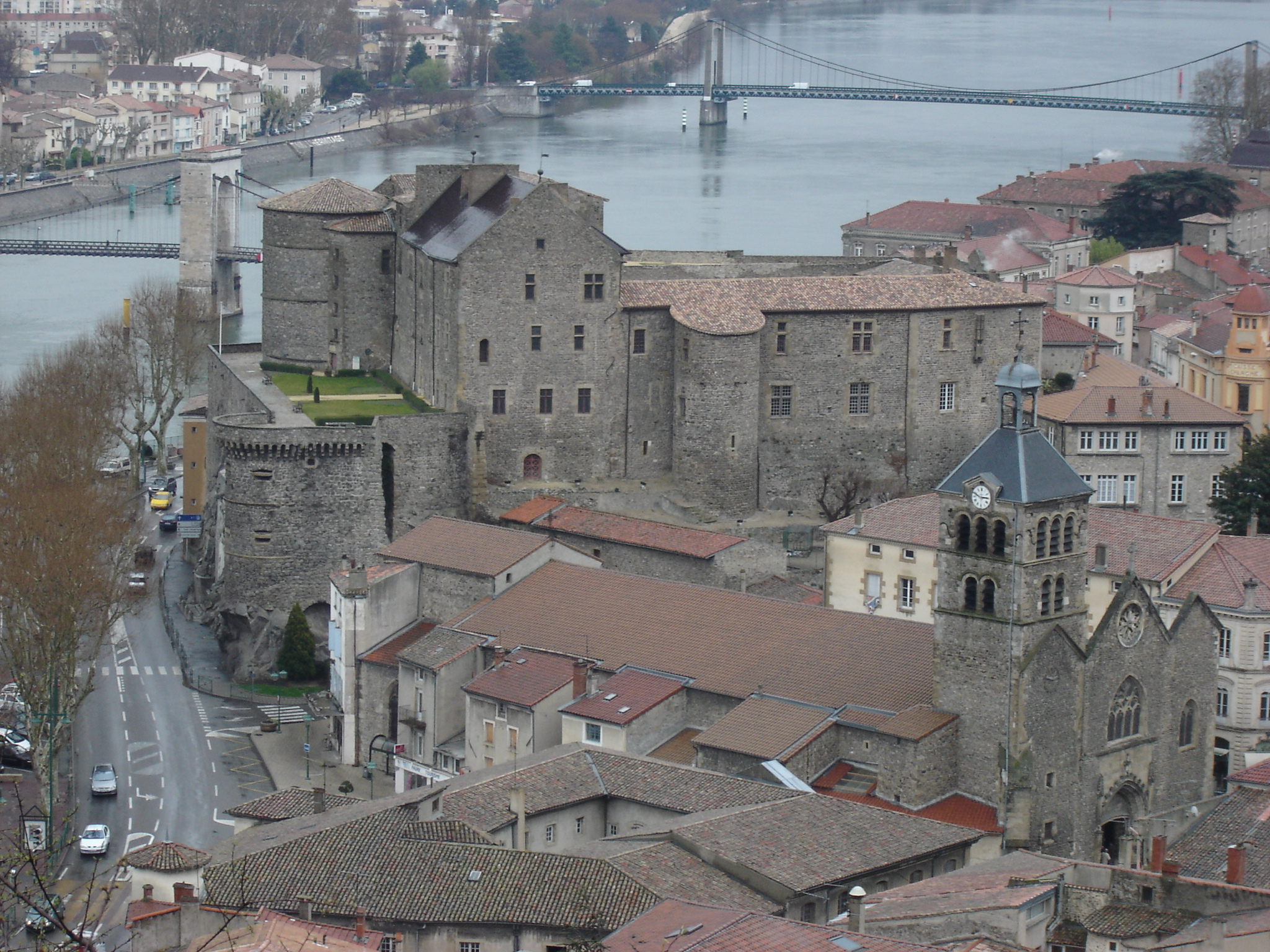
Le château de Tournon.

Les traces du premier château du Xe siècle, situé à l'emplacement d'une ancienne tour de guet de l'époque gallo-romaine[réf. nécessaire], sont encore visibles à droite en entrant dans la cour d'honneur. Ce qui est certain c'est que le château occupe la place d'un castrum antique et a été remanié aux XIVe et XVe siècles.
Partant en croisade, Saint Louis séjourna au château, puis François Ier et Henri II, en partance pour les guerres d'Italie.
La partie XIVe siècle a été très remaniée. Au XVIe siècle, de nouveaux corps de logis ont été construits, dont le grand bâtiment Renaissance abritant les collections du musée. La tour Beauregard est édifiée entre 1560 et 1600 ainsi que les deux terrasses et la chapelle qui abrite notamment le triptyque du peintre Jean Capassin.
En 1489, François de Tournon, futur cardinal et archevêque de Lyon, diplomate et conseiller des rois François Ier et Henri II, naît dans ce château.
Le fils aîné de François Ier mourut au château en août 1536, à la suite d'un verre d'eau bu après avoir joué au jeu de paume à Lyon.
On peut voir aussi, dans le château la reconstitution de la chambre de la malheureuse Hélène de Tournon, jeune et belle, morte d'amour,. Ronsard, présent en ce château, alors qu'il était page à douze ans, écrivit plus tard l'Ode à Hélène.
Depuis son déplacement depuis Arras-sur-Rhône, en 1939, une borne milliaire est dans l'entrée de la cour d'honneur du château.
L'enceinte du bourg médiéval date quant à elle des XIIIe – XVe siècles.

## Description

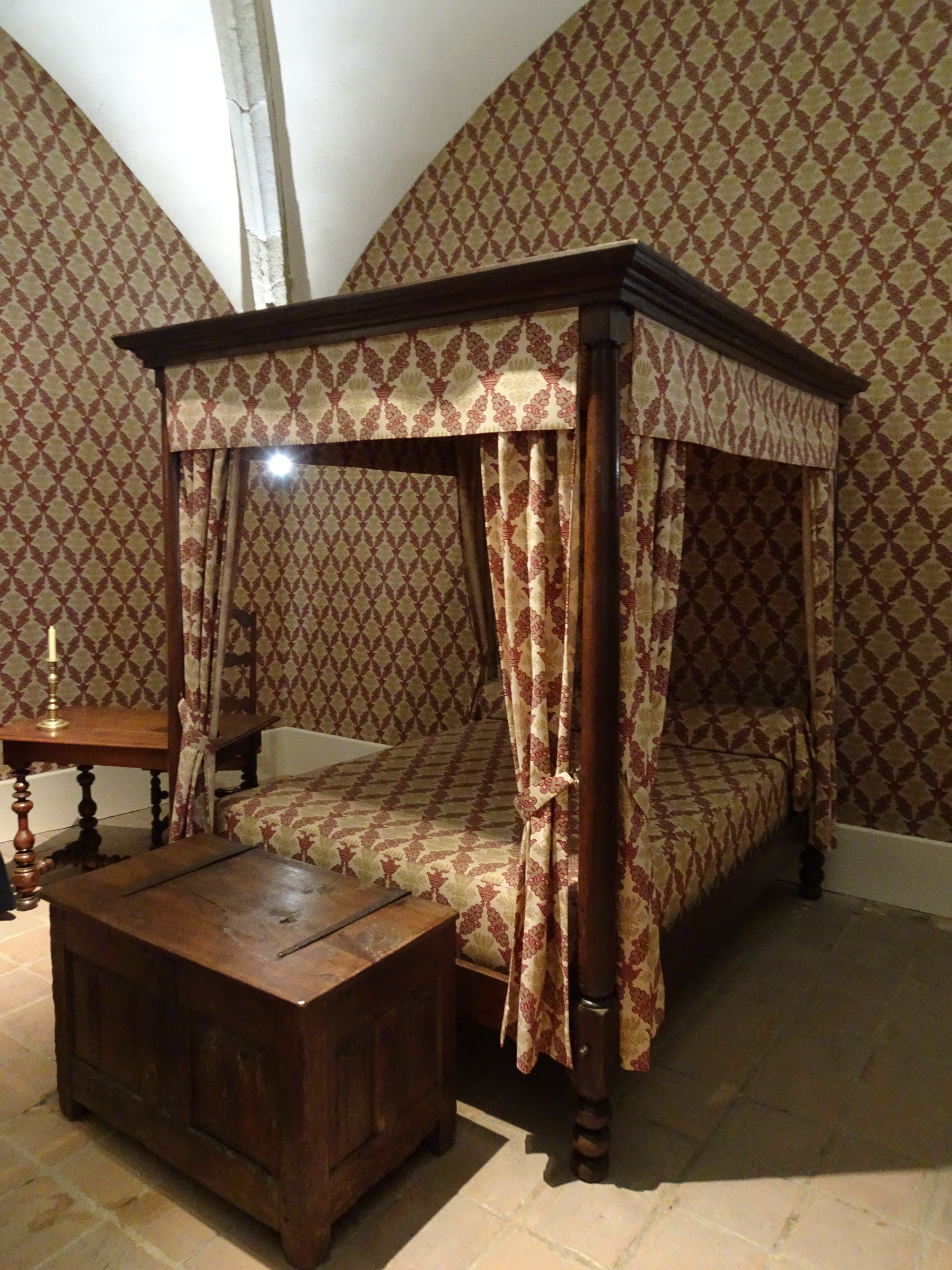
Lit à baldaquin.

Aux XIVe et XVe siècles on remanie les logis, la chapelle et les tours d'artillerie.

## Musée
Les collections présentées vont des arts décoratifs, aux beaux-arts (peintures, sculptures, arts graphiques du XVIe au XXe siècle) et un patrimoine local et technique.

## Protection aux monuments historiques
Les façades et les toitures du château de Tournon ont été classées monument historique par arrêté du 12 juillet 1927, puis l'intérieur à l'exception du logement du gardien et des parties occupées par le tribunal par arrêté du 28 mars 1938, et enfin la porte cloutée en chêne de la poterne par arrêté du 1er mars 1960.
Toutes les parties du château non encore protégées sont inscrites au titre des monuments historiques par arrêté du 5 janvier 2023 à l'exception de l'hôtel de ville reconstruit après la Deuxième Guerre mondiale.